# M. Düsterbrock
M. Düsterbrock (* 18. Dezember 1865 in Anklam; † 14. Februar 1947 ebenda), eigentlich Luise Kaliebe, war eine deutsche Dramatikerin und Heimatdichterin.

## Leben
Mit einem Vater, einem Bademeister, der sich verpflichtet sah, die Talente seiner Tochter zu fördern, erhielt Luise Kaliebe früh eine Klavierausbildung und erhielt auch Schulunterricht privat erteilt. Im Jungmädchenalter wurde ihr der Besuch der Schule für höhere Töchter in Jarmen ermöglicht.
Anschließend schrieb und veröffentlichte sie bis in die 1920er Jahre zahlreiche literarische Werke, die unter dem Pseudonym M. Düsterbrock erschienen. Unter ihrem eigentlichen Namen Luise Kaliebe veranstaltete sie in ihrer Heimat beliebte Vortragsabende, an denen sie aus ihrem Werk rezitierte, aber auch Klavier spielte.
Sie hat nicht geheiratet. Beim Einmarsch der Roten Armee in ihre Heimatstadt Anklam verlor sie 1945 den größten Teil ihrer Manuskripte und sonstigen Unterlagen sowie ihre Schreibmaschine. Im Jahre 1947 starb sie, inzwischen völlig verarmt, in Anklam. Ihr verbliebener literarischer Nachlass liegt im Museum im Steintor in Anklam.

## Literarisches Werk
Ihr literarisches Werk erstreckt sich vom lyrischen Gedicht über die kurze Erzählung oder Szene bis hin zum abendfüllenden Theaterstück.
Für das Theater schrieb Düsterbrock sowohl in niederdeutscher, als auch in hochdeutscher Sprache. Mit Die Friedenstaube erschien 1918 innerhalb Danners Damenbühne eine „Aufführung für Jungfrauenbühnen in einem Aufzug“ auch in gedruckter Form. Es folgten das Weihnachtsspiel Das verwöhnte Prinzeßchen im gleichen Jahr und Der bekehrte Hitzkopf (1920). Mit  'ne gaude Lösung (1922) und De geflickten Büxen (1924) erschienen zwei umfangreichere niederdeutsche Lustspiele, bevor sich Düsterbrock mit Sie kann nicht kochen (1924), Dorf und Stadt und Das Liebesexamen (beide 1925) wieder dem Einakter bzw. der heiteren Szene zuwandte.
Aufführungen veranstaltete Düsterbrock im Wesentlichen auf Bauernbühnen. Das 1927 erscheinende Lustspiel in einem Akt Eine schwierige Verlobung war jedoch ausdrücklich „auch für Polterabende und Silberhochzeiten geeignet“.
Anfang der 1920er Jahre veröffentlichte sie einige ihrer Erzählungen in niederdeutscher Sprache mit Titeln wie De olle Beerenboom in der Zeitschrift Unser Pommerland. Mit Bur Kranich un anner Lüd erschien auch ein wiederaufgelegtes Buch. Bereits 1905 erschien En poor Planten ut minen Goren, 1907 Jeremias Bräsig. Heiteres aus einer kleinen Stadt.
Der Text Lütt Nägenklauk fand nach Düsterbrock Tod eine besondere Verbreitung dadurch, dass der ebenfalls aus Pommern stammende berühmte deutsche Schauspieler Paul Dahlke ihn bei einer „Feierstunde in Verbindung mit der Landsmannschaft Pommern“, die unter dem Titel Heimatland Pommern auf einer vielverkauften Schallplatte erschien, rezitierte.

## Bedeutung
Um die Jahrhundertwende noch in einem Atemzug mit Annette von Droste-Hülshoff genannt (1905 erschien eines ihrer Werke sogar mit dem berühmten Sittengemälde Die Judenbuche in einem Band), ansonsten annähernd vergessen, wird Düsterbrock allerdings als pommersche Heimatdichterin immer noch geschätzt. Ihre Gedichte und Erzählungen erscheinen bis heute immer wieder in Anthologien mit Titeln wie Pommern. Ein Lesebuch. Der traditionsreiche vom Museum im Steintor ihres Gebortsortes herausgegebene Heimatkalender würdigte sie zudem noch 1991 mit einem ausführlichen Artikel.